# Крупномасштабная структура Вселенной
Крупномасштабная структура Вселенной в космологии — структура распределения вещества Вселенной на самых больших наблюдаемых масштабах. Искривление пространства-времени на данном масштабе хорошо описывается общей теорией относительности.

## Виды крупномасштабных неоднородностей в распределении материи во Вселенной
Уже в начале XX века было известно, что звёзды группируются в звёздные скопления, которые, в свою очередь, образуют галактики. Позже были найдены скопления галактик и сверхскопления галактик. Сверхскопление — самый большой тип объединения галактик, включает в себя тысячи галактик. Форма таких скоплений может быть различна: от цепочки, такой как цепочка Маркаряна, до стен, как великая стена Слоуна. Разумно было бы предположить, что эта иерархия распространяется дальше на сколь угодно много уровней, но в 1990-е Маргарет Геллер и Джон Хукра выяснили, что на масштабах порядка 300 мегапарсеков Вселенная практически однородна и представляет собой совокупность нитевидных скоплений галактик, разделённых областями, в которых практически нет светящейся материи. Эти области (пустоты, войды, англ. voids) имеют размер порядка сотни мегапарсеков.
Нити и пустоты могут образовывать протяжённые относительно плоские локальные структуры, которые получили название «стены». Первым таким наблюдаемым сверхмасштабным объектом стала Великая стена CfA2, находящаяся в 200 миллионах световых лет и имеющая размер около 500 млн св. лет и толщину всего 15 млн св. лет. Последними являются открытая в ноябре 2012 года Громадная группа квазаров, имеющая размер 4 млрд св. лет, и открытая в ноябре 2013 года Великая стена Геркулес — Северная Корона размером 10 млрд св. лет.

## Происхождение крупномасштабной структуры
В работах Я. Б. Зельдовича показано, что к образованию нитевидной крупномасштабной структуры Вселенной приводит то, что первоначально почти однородное распределение массы во Вселенной за счёт гравитационной неустойчивости концентрируется на каустиках.

Крупномасштабная структура Вселенной, как она выглядит из нашей Галактики по данным обзора SDSS. Яркость каждой точки отражает плотность распределения галактик в данном направлении в последовательно сменяющихся сечениях постоянной толщины 10 Мпк, так что линейный масштаб изображения растёт по мере перехода к более удалённым слоям — поэтому размер структур кажется уменьшающимся. Протяжённое яркое пятно в нижней части картины — Великая стена Слоуна. Версия с бо́льшим разрешением здесь.

## Положение Земли в структуре Вселенной
- Планетарная система: Солнечная система
- Межзвёздное облако: Местное межзвёздное облако
- Галактический рукав: Рукав Ориона
- Галактика: Млечный Путь
- Скопление галактик: Местная группа
- Местный лист
- Сверхскопление галактик: Местное сверхскопление (Девы)
- Сверхскопление галактик: Ланиакея[6]
- Галактическая нить: Комплекс сверхскоплений Рыб — Кита[7]